# Reginald de Sidó
Reginald de Sidó   (c. 1130 - 1202 (Gregorià)) o Reginald de Grenier  fou comte de Sidó i un important noble del Regne de Jerusalem a finals del segle xii. Era fill de Gerard de Grenier i Agnès de Bures.

## Biografia
És conegut per ser un dels pocs senyors francs que parlava amb fluïdesa l'àrab. Després de la batalla de Hattin el 1187, guanyada per Saladí i on miraculosament pogué escapar juntament amb el seu futur sogre Balian d'Ibelin, Reginald tractà de protegir el seu comtat de Sidó. Amb l'arribada de Saladí, prop del Castell de Beaufort, Reginald li sortí a l'encontre afirmant tenir simpaties musulmanes per poder reforçar les defenses. Tanmateix, Saladí finalment frustrà els seus plans, torturant-lo, i finalment prenent la fortalesa, així com la pròpia ciutat de Sidó.
Posteriorment, Saladí s'avergonyí del tracte reservat a un senyor tan estretament vinculat amb la seva família (Reginald tenia una estreta amistat amb el germà de Saladí, Al-Àdil I), i li tornà la meitat del seu feu.
Reginald també fou un dels consellers de Ricard Cor de Lleó quan aquest emprengué la Tercera Croada i estigué al càrrec de la defensa de la fortalesa de Tir quan Conrad de Montferrat hi arribà i salvà el lloc que Reginald estava preparant per lliurar a Saladí. El seu fill Balian el succeí en el comtat el 1202.